# Anoplodactylus typhlops
Anoplodactylus typhlops is een zeespin uit de familie Phoxichilidiidae. De soort behoort tot het geslacht Anoplodactylus. Anoplodactylus typhlops werd in 1888 voor het eerst wetenschappelijk beschreven door Sars. 